# Gunnera perpensa
Gunnera perpensa là một loài thực vật có hoa trong họ Dương nhị tiên. Loài này được Carl von Linné mô tả khoa học đầu tiên năm 1767.

## Hình ảnh

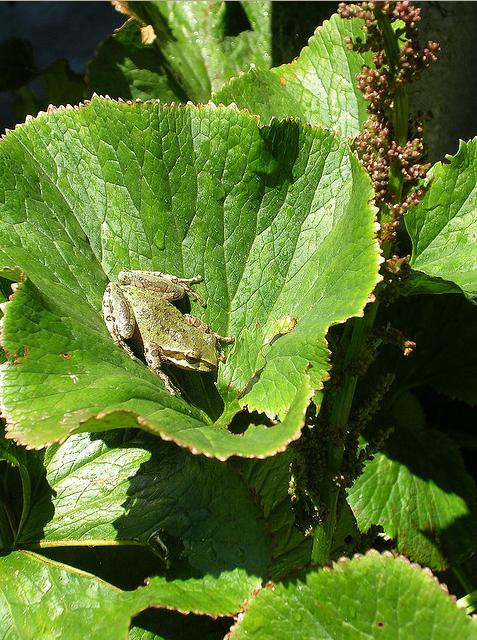